# Company of Heroes 3
Company of Heroes 3 est un jeu vidéo de stratégie en temps réel développé par Relic Entertainment et édité par Sega pour Microsoft Windows. Le jeu se déroule dans les théâtres de guerres italiens et nord-africains de la Seconde Guerre mondiale et propose de nouveaux modes et mécanismes. Il s'agit de la suite de Company of Heroes 2. Il devait sortir initialement le 17 novembre 2022, mais est finalement reporté au 23 février 2023. Le jeu sort le 30 mai 2023 sur PlayStation 5 et Xbox Series.

## Système de jeu
Dans Company of Heroes 3, les joueurs incarnent les forces alliées lors de leur attaque de l'Afrique du Nord et de l'Italie.
Le jeu présente des fonctionnalités nouvelles pour la série, telles que le système de pause tactique, qui permet au joueur de mettre en pause une bataille et de mettre en file d'attente les commandes à exécuter après la reprise du jeu,. Company of Heroes 3 dispose également d'un système de destruction de l'environnement avancé : les bâtiments peuvent s'effondrer de manière réaliste, se détériorant petit à petit. Les partisans italiens sont des PNJ alliés qui peuvent être utilisés sur la carte ou appelés pendant les batailles. Les interactions du joueur avec les différents commandants du jeu peuvent affecter la fin du récit.

## Développement
Le jeu a été officiellement annoncé en juillet 2021.
Au début du développement, le studio a recruté des moddeurs et des joueurs compétitifs, afin de former un conseil de joueurs. Le producteur exécutif a déclaré : « Et nous avons tous convenu que nous voulions un nouveau théâtre, nous ne voulions pas revisiter le front occidental ou le front oriental. Donc vraiment, les deux seules choses qui restaient étaient la Méditerranée et le Pacifique. Nous les avons mis tous les deux au tableau, et c'était juste 10-0. La Méditerranée sur le Pacifique." Les tests des joueurs sur le jeu ont commencé avant l'annonce officielle via le programme Games2Gether d'Amplitude Studios. Une démo du jeu était disponible pour une durée limitée peu de temps après l'annonce.
Le style graphique finalement retenu est bien moins sombre et « réaliste » que le deuxième opus. En effet le joueur évolue dans des cartes plus colorées avec des effets divers (destructions, tirs, explosions ou autres) plus neutre ou artificiels. Les animations des unités, notamment humaines, sont plus omnivalentes qu'auparavant.
Le coté compétitif, dynamique et standardisé des parties en temps réel - les batailles - est favorisé afin de faire du jeu un potentiel support économiquement fructueux d'e-sport pour son aspect multijoueurs en ligne.
Comme de nombreux autres jeux du même type à cette période, un mode de jeu central de campagne au tour par tour est développé. Il reprend les aspects stratégiques et de gestion que l'on peut retrouver dans la série des Total War.
A la différence des précédents opus, remarquables pour l'immersion qu'ils dégagent et certaines tirades de ses unités sur le champ de bataille, le jeu n'est plus en langue française ni autres que l'anglais (malgré la présence de factions jouables allemandes et italiennes par exemple). Il s'avèrera plus tard que ce choix de développement sera source de nombreuses critiques de joueurs ainsi que de la presse spécialisée en général, tant en France qu'à l'international.
Quelques jours ou semaines après sa sortie, le jeu rencontre moins de succès auprès des joueurs que les deux précédents volets.

## Modes de jeu
Company of Heroes 3 possède plusieurs modes de jeu. Le mode solo comprend la Campagne italienne et l'Opération en Afrique du Nord ainsi qu'une escarmouche. Le mode mutijoueurs permet une composition de parties en 1v1, 2v2, 3v3 et 4v4. Un mode coopératif contre l'IA est aussi disponible en multijoueur permettant le 2v2, 3v3 et 4v4.